# Anna Murphy
Anna Maria Murphy (Lucerna, 10 de agosto de 1989) es una productora y músico suiza conocida principalmente por su trabajo en el grupo Eluveitie, en el que tocó la zanfoña y la flauta, además de cantar, entre 2006 y 2016. Actualmente se encuentra trabajando en el grupo Cellar Darling junto con Ivo Henzi y Merlin Sutter.

## Biografía
En 2005 o 2006, con 26 años, empezó a tocar la zanfoña para la banda de folk metal suiza Eluveitie. Con la ayuda de un amigo, participó en las audiciones y consiguió el puesto. En ese momento solo llevaba unos pocos meses tocando dicho instrumento, impresionada por la banda alemana Faun. Tras unas cuantas clases en una academia de música, empezó a ensayar las canciones de Eluveitie con una zanfoña prestada. Además, también toca la flauta y canta en muchas canciones. 
En la primavera de 2010, Anna Murphy fundó junto con Meri Tadić (Eluveitie) el proyecto de música ambient godnr.universe!. A finales de ese mismo año, Anna se unió al grupo folklórico Fräkmündt (llamado así por el antiguo nombre del Monte Pilatus), compitiendo por la representación de Suiza en el Festival de Eurovisión de 2011 con la canción «D'Draachejongfer», que finalmente no pudo superar a «In Love for a While» de Anna Rossinelli. Además, creó junto con Christoph Ziegler un proyecto de música electrónica llamado ThruByRed.

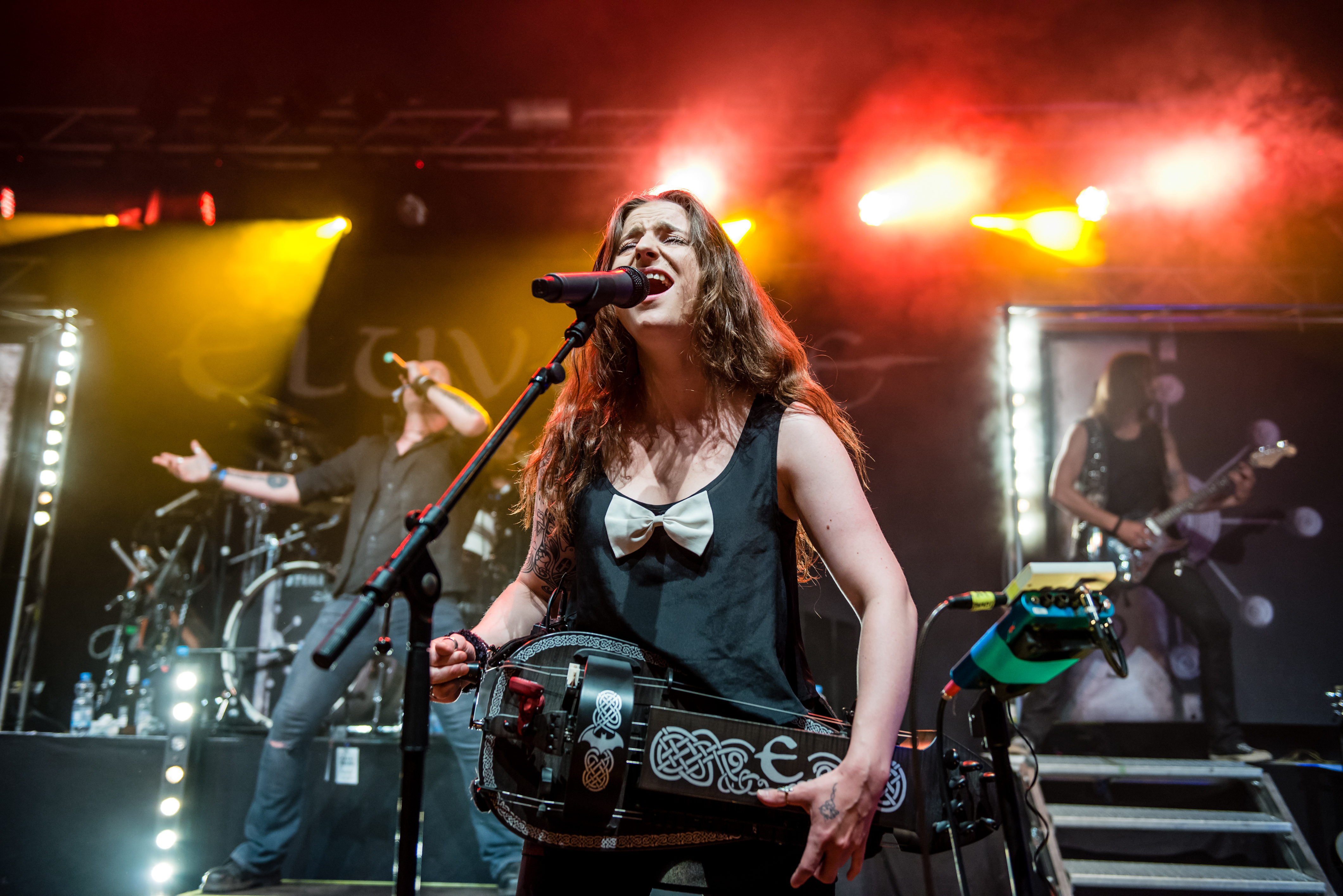
Murphy con Eluveitie en 2015.

Desde la primavera de 2011 Anna Murphy trabaja como ingeniero de sonido en los estudios Sound Farm Oberauer en Lucerna. En octubre de ese mismo año también se convirtió en miembro permanente de la banda Nucleus Torn.
En 2013 lanza un proyecto en solitario llamado Cellar Darling, con un sonido más cercano al pop, rock e incluso la música electrónica.
El 5 de mayo de 2016 abandonó Eluveitie junto a sus amigos Ivo Henzi y Merlin Sutter debido a diferencias personales entre los integrantes. Tras su salida, aseguró que no quería irse, pero se vio forzada a hacerlo debido a la situación y a decisiones del grupo en las que ninguno de los tres fue tenido en cuenta.

## Discografía

### Con Eluveitie
- 2008 - Slania
- 2009 - Evocation I - The Arcane Dominion
- 2010 - Everything Remains (As It Never Was)
- 2012 - Helvetios
- 2014 - Origins

### Con Fräkmündt
- 2010: Ufwärts e d'Föuse...
- 2011: Heiwehland
- 2014: Landlieder & Frömdländler

### Con Nucleus Torn
- 2011 - Golden Age

### Como solista
- 2014 - Cellar Darling

### ConCellar Darling
- 2017 - This Is The Sound

- 2018 - The Spell

### Colaboraciones
- 2010 - Holy Grail: Crisis In Utopia
- 2010 - Swashbuckle: Crime Always Pays
- 2011 - Varg: Wolfskult
- 2011 - Status Minor: Ouroboros
- 2012 - Blutmond: Revolution Is Dead
- 2014 - Haïrdrÿer:  Off To Haïradise
- 2021 - Lándevir: Leyendas del medievo
- 2021 - Paydretz: Chroniques de l'insurrection